# Maisoncelles-en-Gâtinais
Maisoncelles-en-Gâtinais é uma comuna francesa localizada na região administrativa da Île-de-France, no departamento Sena e Marne. A comuna possui 107 habitantes segundo o censo de 1990.